# Waziers
Waziers è un comune francese di 7 673 abitanti situato nel dipartimento del Nord nella regione del Nord-Passo di Calais.

## Società

### Evoluzione demografica
Abitanti censiti